# Мандельштам Осип Емільович

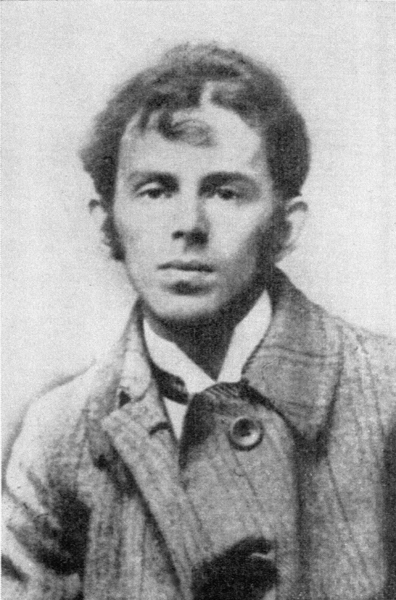
Мандельшта́м О́сип Емі́льович

Мандельшта́м О́сип Емі́льович (2 (14) січня 1891, Варшава — 27 грудня 1938, таборовий пункт «Друга річка», поблизу Владивостока) — російський поет, прозаїк, есеїст, перекладач, літературознавець єврейського походження. Один з найвидатніших митців-модерністів 20 століття. Представник акмеїзму.

## Біографія
Народився 14 січня (за старим стилем — 2 січня) 1891 року у Варшаві. Батько, Еміль Веніамінович (Хаскл, Хацкель Беніамінович) Мандельштам, був майстром рукавичної справи, купцем першої гільдії, що надавало йому право жити поза смугою осілості, незважаючи на єврейське походження. Мати, Флорида Осипівна Вербловська, була музиканткою. У 1897 році родина Мандельштамів переїхала до Петербурга. Осип здобув освіту в Тенішевському училищі (1900–1907), одному з найпрогресивніших навчальних закладів того часу. З дитинства перебував під враженням архітектурно-історичного вигляду Петербургу. В 1908–1910 р. Мандельштам навчався в Сорбоні і Гейдельберзькому університеті. В 1911 для того, щоб полегшити вступ у Петербурзький університет Мандельштам перейшов у лютеранство, яке однак не практикував. 10 вересня того ж року він був зарахований на історико-філологічний факультет Петербурзького університету, де навчався з перервами до 1917 року.
Починав поетичну кар'єру як символіст, послідовник насамперед Поля Верлена і Ф. Сологуба, а також предтечі символістів — Ф. І. Тютчева. Наприкінці 1912 р. увійшов до групи акмеїстів. В акмеїзмі побачив, в першу чергу, апологію органічного єднання хаосу (природи) і жорстко організованого всесвіту (архітектури) на противагу розмитості та ірраціональності символізму. Дружбу з акмеістами (А. А. Ахматовою і М. С. Гумільовим) вважав одним з головних успіхів свого життя. Поетичні пошуки цього періоду відобразила дебютна книга віршів «Камінь» (три видання: 1913, 1916 і 1922).
Вірші часу Першої світової війни і революції (1916–1920) склали другу книгу «Tristia» («Книга скорботи», заголовок сходить до Овідія), що вийшла в 1922. Її авторський варіант з'явився в 1923 під заголовком «Друга книга» і з загальною посвятою «Н. Х.» — Надії Яківні Хазіній, дружині поета (їх знайомство відбулося в Києві, у травні 1919). У книзі чітко простежується еволюція від акмеістичного, раціонального, до ірраціонального, до поетики складніших асоціацій.
Подальша еволюція поетики відбивається у віршах 1920-х з їх численними культурними елюзіями. З травня 1925 по жовтень 1930 настає віршова пауза у творчості. В цей час пишеться проза, до створеної в 1923 автобіографії «Шум часу» додаються, в першу чергу, гоголівські мотиви повість «Єгипетська марка» (1927). В 1928 друкується останній прижиттєвий поетичний збірник «Вірші», а також книга його вибраних статей «Про поезію».
У 1930 повертається до написання віршів, в яких демонстративно рве з радянською дійсністю і з культурною традицією в цілому і бере на себе місію створення нової культури, від нуля, «з кременя», що не спирається на здобутки попередників. «Прощанням» з культурою стало програмне поетологічне есе «Розмова про Данте» (1933). У листопаді 1933, на піку своєї ненависті до радянського офіциозу, пише злу антисталінську епіграму «Ми живемо під собою не відчуваючи країни …», за яку його заарештовують і відправляють у заслання в Чердинь, потім дозволяють вибрати інше місце поселення. Мандельштам вибирає Воронеж (1934–1937). Більша частина віршів, створених у Воронезькій період, відбила прагнення безповоротно деформованого арештом та хворобами поета виговоритися сповна, сказати своє останнє слово.

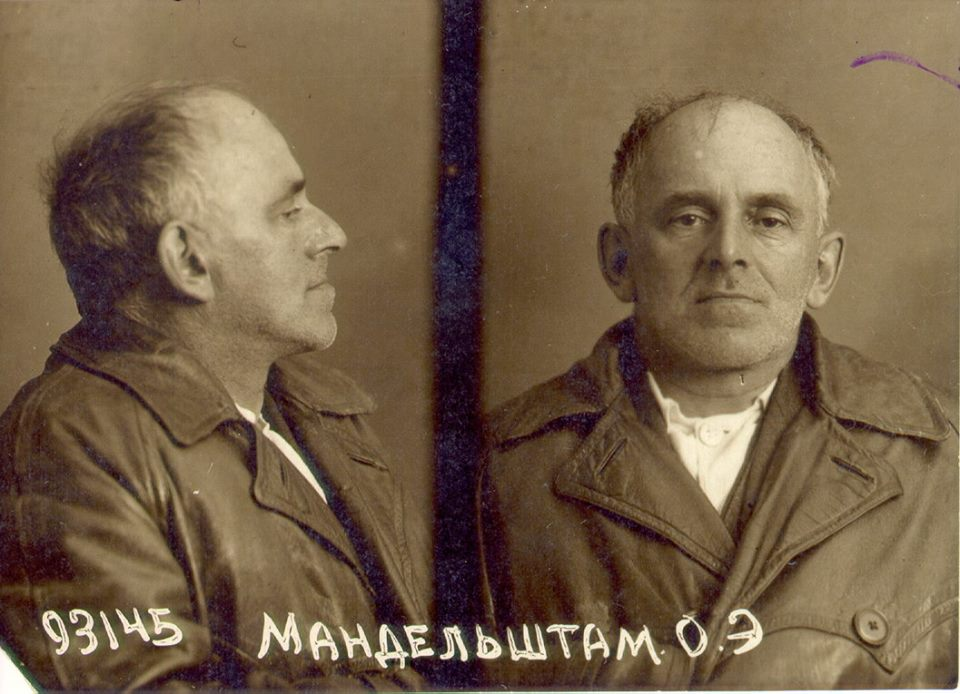
Мандельштам після арешту. Фотографія НКВС.

У травні 1937 поет отримав дозвіл виїхати з Воронежа. Через рік його заарештували вдруге і відправили по етапу в табір, на Далекий Схід. Мандельштам помер 27 грудня 1938 р. від епідемічного висипного тифу в пересильному таборі Владперпункт (Владивосток). Місце смерті Осипа Мандельштама — табірний пункт «Вторая речка». Так звані «зимові трупи» складали штабелями, а навесні ховали в братських могилах. В одній з таких безіменних могил похований Мандельштам.
Реабілітований посмертно: по справі 1938 року — у 1956, по справі 1934 року — в 1987.
 Холодні дні весни. Голодний Старий Крим. 

 Як і при Врангелі, - на всім провини міта. 

 Вівчарки у дворі, в латках страшне лахміття 

 І той же сірий і кусючий дим.

 І та ж принадна, ледь розмита даль, 

 Дерева - в бростях щонайтонша парость, 

 Стоять приблудами, і викликає жалість, 

 Зухвало так заквітнувши, мигдаль.

 Природа власного не пізнає лиця, 

 А чорні тіні - України і Кубані... 

 Як в туфлях повстяних вмираючі селяни 

 Пантрують хвіртку, не чіпаючи кільця.
1933

Переклад з російської В. Куценко
У віршах поета — неприйняття радянської влади, генералісимуса-горця з «жирними пальцями, як черв'яками», а також готовність пожертвувати життям за свої ідеї, за «доблесть майбутніх віків».

## Київ у житті Мандельштама
У Києві в знаменитому кафе Х. Л. А. М. (Художники-Літератори-Артисти-Музиканти) 1 травня 1919 року 20-річна художниця Надя Хазіна (яка жила у Києві змалечку, з 1901 року) зустріла 29-річного Осипа Мандельштама.
У 1920-ті роки подружжя Мандельштам зупинялися у будинку по вулиці Мерінгівській (нині Марії Заньковецкої), 3/1, де на їх честь у липні 2018 року встановлена меморіальна дошка.
У травні 1926 року написав нарис «Киев».

## Доля архіву
Бездомність супроводжувала поета в післяреволюційні роки. Частина рукописів з тих, які йому доводилося возити з собою, загинула в Криму вже в 1920 році.
Особисті документи та творчі матеріали забиралися під час арешту в 1934 і 1938 роках. У роки заслання в Воронежі Мандельштам передав для збереження частину свого архіву, в тому числі і автографи ранніх віршів С. Б. Рудакова. У зв'язку зі смертю Рудакова на фронті доля їх залишилася невідомою.
Частина біографічних і ділових документів пропала в роки війни в Калініні, де вони були залишені Н. Я. Мандельштам в зв'язку із нагальною евакуацією з міста напередодні його окупації.
Значна частина зборів врятованих документів в 1973 році була переправлена за рішенням вдови поета на зберігання до Франції і в 1976 році передана безоплатно у власність Прінстонському університету.
Після смерті Н. Я. Мандельштам 1983 року — її архів, що зберігався у одного з її друзів і містив близько 1500 аркушів документів, книги з автографами, фотокопія і негативи, були конфісковані КДБ.
Ці та інші збережені в Росії матеріали зосереджені в основному у великих сховищах — РДАЛМ (фонд 1893) ИМЛИ РАН (225 фонду) і ДЛГ (241 фонду). Частково документи, пов'язані з життям і творчістю Мандельштама, зберігаються і в інших архівах і приватних колекціях Росії, України, Вірменії, Грузії, Франції, Німеччини та інших країн.

## Вшанування пам'яті
- 3461 Мандельштам — астероїд, названий на честь поета.
- 1991 року відзначалося 100-ліття від дні народження Мандельштама. Пошта СРСР надрукувала поштову картку з оригінальною маркою, а 1 лютого 1992 року в Парижі на будівлі Університету Сорбонна була урочисто відкрита пам'ятна дошка на честь ювілею.
- В ряді міст РФ (Москві, Санкт-Перербурзі, Воронежі) у 2000-ні роки встановлені пам'ятники Мандельштаму. Перший з них з'явився 1998 року у Владивостоку.
- Вулиця названа на честь поета з'явилася в Варшаві у 2012 році.
- 5 липня 2018 в Києві відкрита пам'ятна дошка Осипу Емільовичу і його дружині Надії Яківні Мандельштам (Хазіній), неподалік від помешкання Хазіних (не збереглося), де подружжя познайомилося 1919 року[14].